# Bockereki-erdő

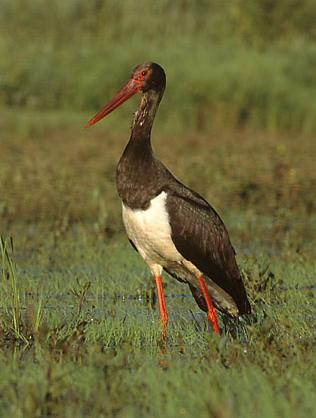
Fekete gólya

A Bockereki erdő fennmaradását a szerencsés történeti körülményeknek, kedvező fekvésének, elzártságának köszönheti, mely viszonylag a természethez közel álló formában, eredeti állapotában maradt fenn a mai napig.
A Vámosatyától délre fekvő Bockereki-erdő a Szatmár-Beregi Tájvédelmi Körzet része. Az erdő mintegy 600 hektáros területet foglal magába, ez egyben a Beregi-síkság legnagyobb összefüggő erdősége, gyönyörű tisztásokkal, gazdag és változatos élővilággal. Területén védett állatok és növények találhatók, többek között a fekete gólyák kedvelt fészkelőhelye, de itt él a keresztes vipera is.

## Növényvilága

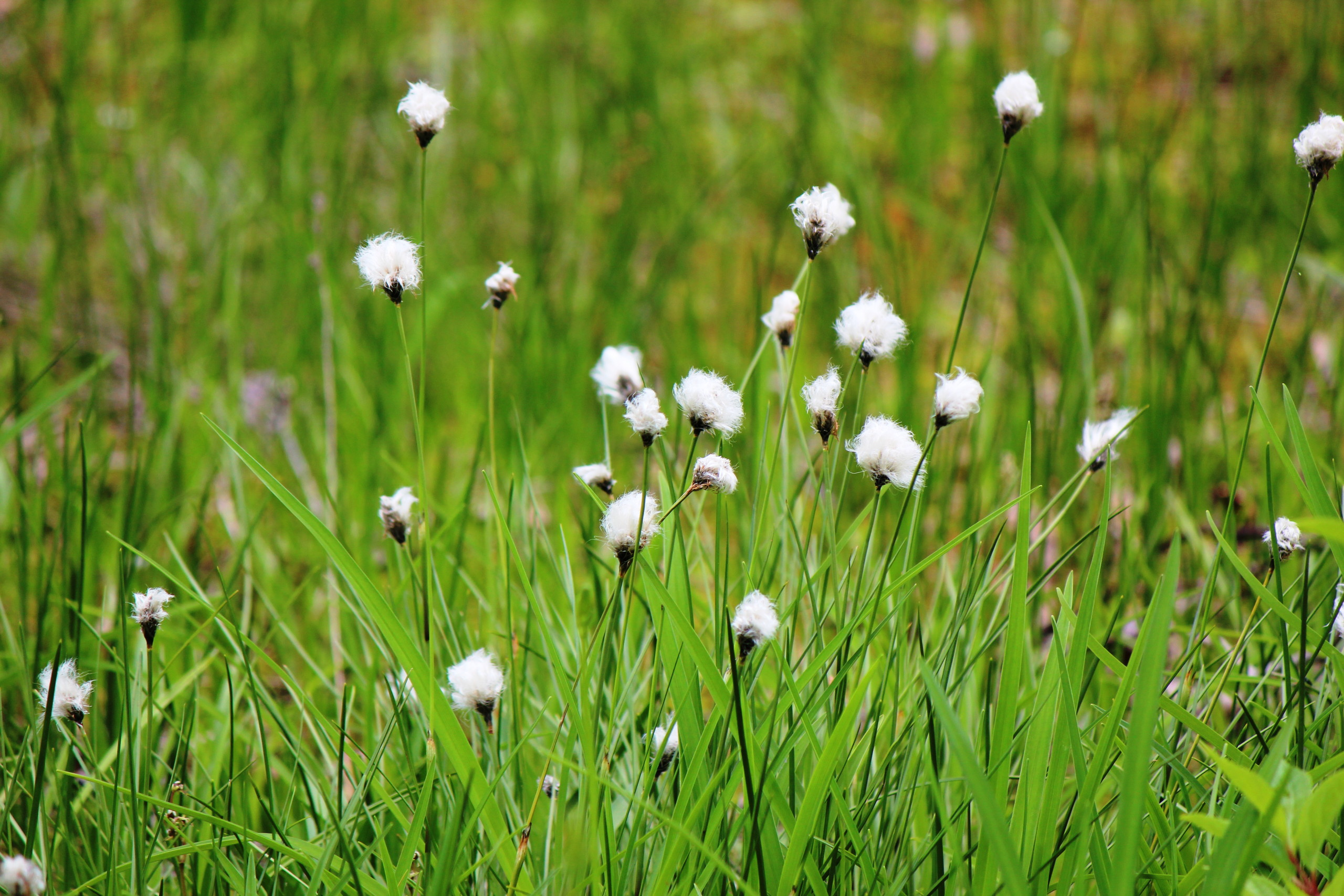
Hüvelyes gyapjúsás

A területen gyertyános-tölgyes, tölgy-kőris-szil ligetek, fűzláp, égerláp és égeres láperdők gazdagítják a tájat. Gazdag rovar- és madárvilága, értékes flórája révén részben fokozottan védett, részben erdőrezervátum, melynek látogatása engedélyhez kötött.

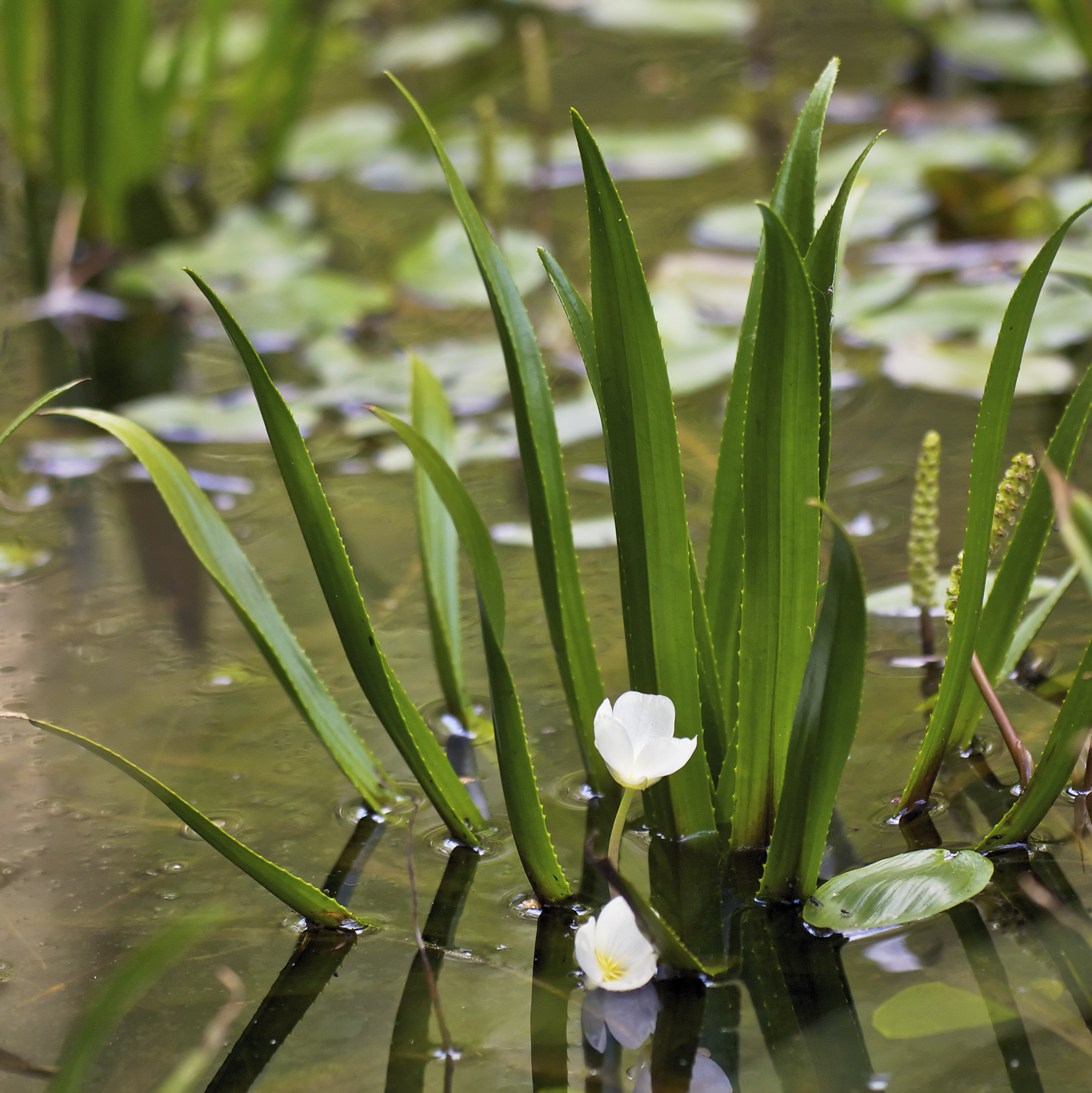
A kolokán

Az égeres láperdők süppedő tőzegmoha párnái párnái között él többek között a hüvelyes gyapjúsás, a nálunk ritka tőzegeper, a tőzegáfonya, a tőzegpáfrány,  babérfűz, és a füles fűz, a gyilkos csomorika és a harmatfű, a kolokán, gyertyános tölgyeseiben pedig fellelhető többek között a tavaszi tőzike is.

## Állatvilága

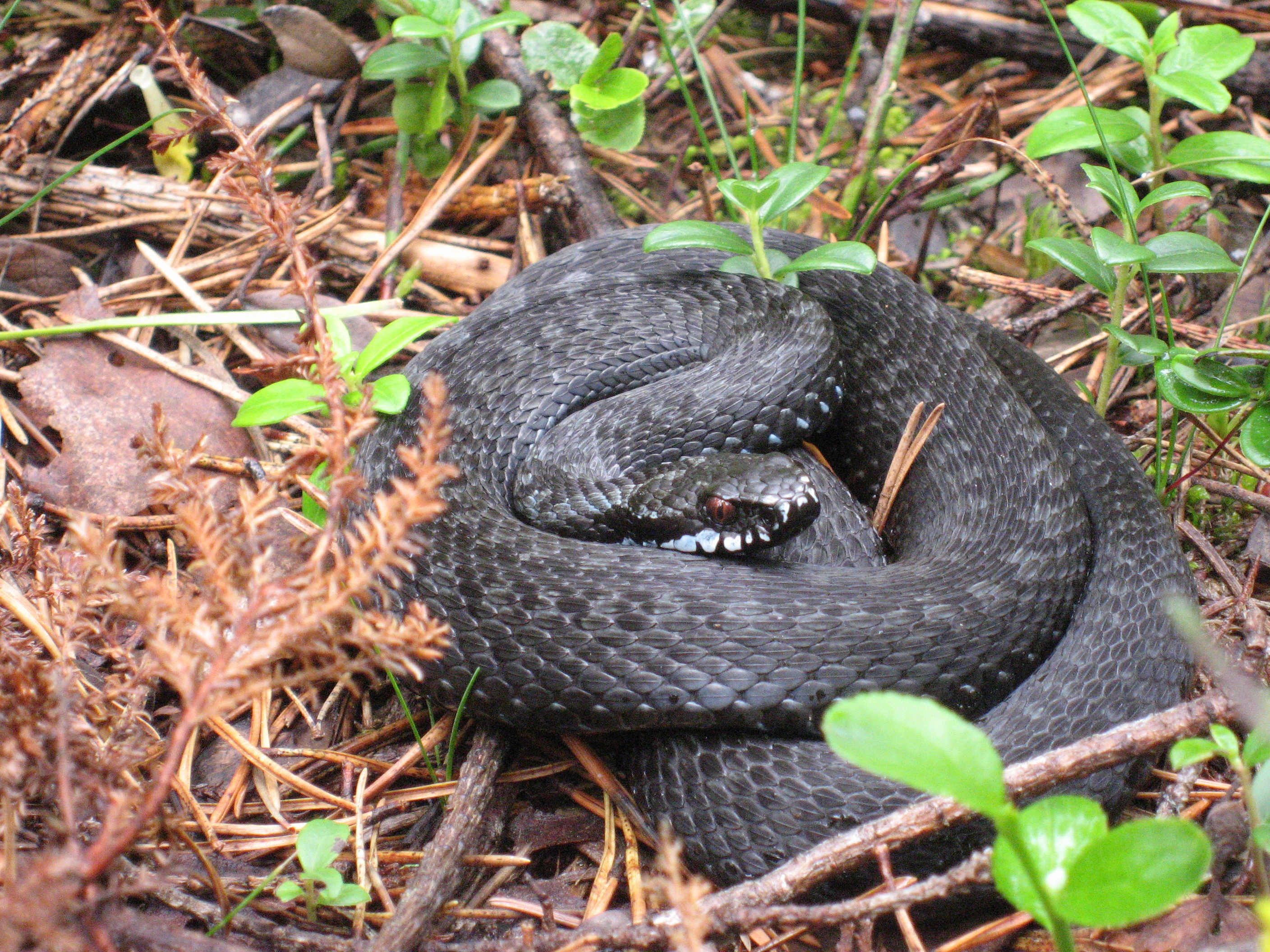
A keresztes vipera fekete változata

Az égeres láperdők és gyertyános tölgyesek lakói közül itt fészkel a fekete gólya, és megtalálható itt a keresztes vipera fekete változata, de fellelhető itt a nagyobb vadak közül a gím- és dámszarvas, a vaddisznó, valamint a vadmacska,  vidra, borz és a nyest is.